# 寶藍光唇魚
寶藍光唇魚，又稱寶藍石𩼧（学名：Acrossocheilus baolacensis）为輻鰭魚綱鯉形目鲤科光唇魚屬的其中一種。分布於亞洲越南湄公河流域，棲息在河川底中層水域，生活習性不明。

## 扩展阅读
維基物種上的相關：寶藍光唇魚